# Bombooflat
Bombooflat is een census town in het Indiase unieterritorium de Andamanen en Nicobaren. De plaats ligt op het eiland Zuid-Andaman, dat behoort tot de eilandengroep de Andamanen.

## Demografie
Volgens de Indiase volkstelling van 2001 wonen er 6790 mensen in Bombooflat, waarvan 53% mannelijk en 47% vrouwelijk is. De plaats heeft een alfabetiseringsgraad van 72%.